# Carla Vizzotti
Carla Vizzotti, née le 1er avril 1972 à Buenos Aires, est un médecin et une femme politique argentine. Elle est ministre de la Santé de 2021 à 2023.

## Biographie
Fille d'un gastro-entérologue, elle étudie la médecine à l'Université del Salvador (Buenos Aires). Diplômée en 1997, elle se spécialise en médecine interne à l'Université de Buenos Aires.
Carla Vizzotti est la fondatrice et la présidente de la Société argentine de vaccinologie et d'épidémiologie. Elle travaille aussi à la Fondation Huésped, une ONG qui lutte contre le VIH/sida.
De 2007 à 2016, au sein du ministère de la Santé, elle dirige la Direction nationale pour le contrôle des maladies évitables par la vaccination. À ce titre, elle met sur pied le Plan national d'immunisation et supervise l'extension du programme de vaccination gratuite et obligatoire à 19 vaccins.

### Vice-ministre de la Santé
Le 19 décembre 2019, elle est nommée Secrétaire d'État aux soins de santé dans le nouveau gouvernement d'Alberto Fernández, sous l'autorité du ministre de la Santé Ginés González García.
En 2020, elle prend une part importante dans l'action du gouvernement contre la pandémie de covid-19 et présente les comptes-rendus quotidiens sur les chiffres de l'épidémie. En décembre, elle conduit la délégation argentine qui va négocier en Russie l'achat de 300 000 doses du vaccin Spoutnik V développé par l'Institut Galameya.

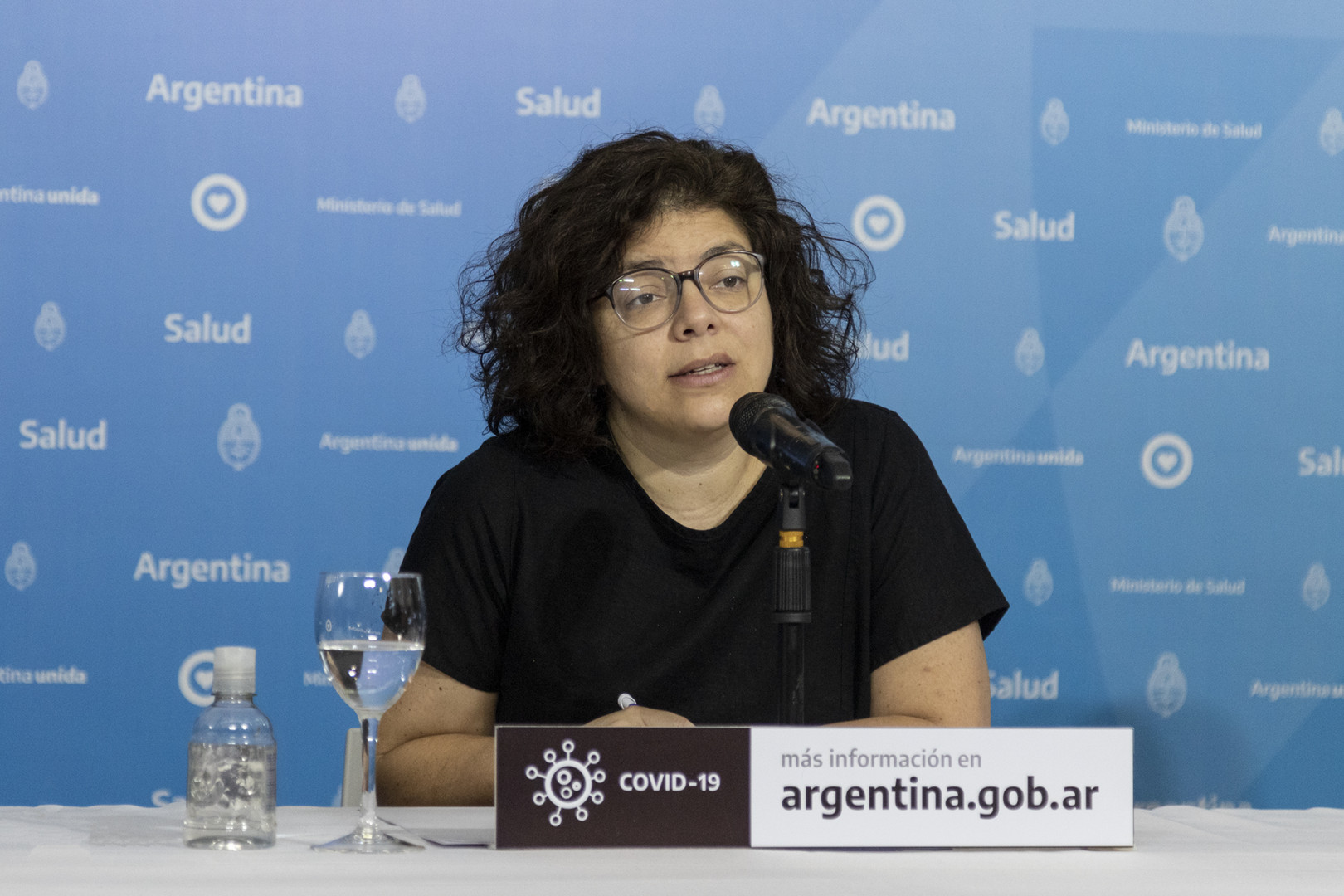
Carla Vizzotti en juin 2020

### Ministre de la Santé
Le 19 février 2021, elle remplace le ministre de la Santé, Ginés González García, obligé de démissionner après qu'il a facilité l'accès à la vaccination à des proches.